# Georges-René Saveuse de Beaujeu
Georges-René Saveuse de Beaujeu, comte de Beaujeu, est un seigneur et une figure politique du Bas-Canada.
Il est né à Montréal en 1810, le fils de Jacques-Philippe Saveuse de Beaujeu et de son épouse, Catherine Chaussegros de Léry, fille de Gaspard-Joseph Chaussegros de Léry. Il étudie au Collège de Montréal. Après la mort de son père du choléra en 1832, il hérite du fief de Nouvelle-Longueuil et de la seigneurie de Soulanges. La même année, il épouse d'Adélaïde, la fille de Philippe Aubert de Gaspé. En 1848, il est nommé au Conseil législatif de la province du Canada. Il est élu au même conseil pour la circonscription de Rigaud en 1858 et 1862 après qu'elle soit devenue une assemblée élue. Georges-René sert également comme lieutenant-colonel dans la milice et est président de la Société Saint-Jean-Baptiste de Montréal. Il aide à fonder la Société historique de Montréal en 1858.
Il meurt à Coteau-du-Lac en 1865.
Son fils Georges-Raoul-Léotale-Guichart-Humbert Saveuse de Beaujeu sera élu plus tard à la Chambre des communes du Canada.